# Masacre de Haun's Mill
La Masacre de Haun's Mill ocurrió el 30 de octubre de 1838, cuando una milicia atacó un asentamiento mormón al este del condado de Caldwell, Misuri. Fue el evento más sangriento de la Guerra Mormona de 1838.

## Hawn's Mill
Hawn's Mill (también escrito con la ortografía Haun's Mill) fue un asentamiento establecido por Jacob Hawn en 1835. Hawn, que no era mormón, se trasladó al mismo tiempo que cientos de mormones migraban a la zona. En octubre de 1838 había aproximadamente 75 familias mormonas viviendo en el área, unas 30 de ellas en las inmediaciones del molino, y la herrería de James Houston.

## La masacre
En el momento del ataque, la milicia de Misuri constaba de 240 hombres de los condados de Daviess, Livingston, Ray, Carroll y Chariton, así como hombres prominentes como Daniel Ashby de la legislatura estatal de Misuri y Thomas R. Bryan, Secretario del Condado de Livingston. Poco antes de la masacre, confiscaron pistolas y armas a los colonos e inmigrantes mormones.
Aproximadamente a las 4:00 pm la milicia llegó a Hawn's Mill. David Evans clamó por paz cuando llegó la turba y agitó su sombrero en el aire, pero sus gritos fueron respondidos con disparos de rifle. Alertados de la presencia de la milicia, la mayoría de las mujeres y los niños mormones huyeron hacia los bosques del sur, mientras que la mayoría de los hombres se dirigieron a la herrería. Los milicianos descargaron sus rifles hacia el edificio. El ataque duró entre 30 y 60 minutos.
Tras el ataque inicial, la turba entró en el taller y encontró a Sardius Smith, de 10 años, a Alma Smith, de 7 años (hijos de Amanda Barnes Smith), y a Charles Merrick, de 9 años, escondidos bajo el fuelle. Todos fueron fusilados. Más tarde, un tal William Reynolds justificaría el asesinato diciendo: "Las liendres se convierten en piojos, y si hubieran vivido se habrían convertido en mormones". William Champlin, que estaba haciéndose el muerto, escuchó las conversaciones, fue descubierto, estuvo cautivo unos días y luego fue liberado.
Los milicianos ocuparon el molino durante casi tres semanas acosando y saqueando a los mormones. La mayoría de las familias se agruparon hasta que pudieron trasladarse a Illinois. Harrison Severe (no mormón), que se había negado a unirse a la turba, se fue con los mormones. A finales de febrero de 1839, todos los mormones se habían ido. Jacob Hawn se trasladó al condado de Yamhill en Oregon.
Antes de la masacre, Jacob Hawn recibió instrucciones del profeta mormón Joseph Smith pidiendo que los colonos se trasladaran al asentamiento de Far West en el mismo estado, pero Hawn no transmitió esta indicación, temiendo que el asentamiento no pudiera mantenerse tras la pérdida de población. Sobre esto, Smith registró: "Hasta este día Dios me ha dado sabiduría para salvar a la gente que toma su consejo. No se habría matado a nadie si se hubiera seguido mi consejo."